# Adam Żuchowski
Adam Roman Żuchowski (ur. 10 sierpnia 1934 we Frysztaku) – polski inżynier, profesor nauk technicznych.

## Życiorys
W 1956 r. ukończył studia elektrotechniczne w Politechnice Wrocławskiej, w 1959 r. obronił pracę doktorską, w 1964 r. otrzymał habilitację. W 1971 r. uzyskał tytuł profesora nauk technicznych, a w 1978 r. tytuł profesora zwyczajnego.
Pracował w Instytucie Automatyki Przemysłowej na Wydziale Elektrycznym Politechniki Szczecińskiej.
Był profesorem zwyczajnym w Katedrze Sterowania i Pomiarów na Wydziale Elektrycznym Zachodniopomorskiego Uniwersytetu Technologicznego w Szczecinie.

## Odznaczenia i wyróżnienia
- Doktor honoris causa Zachodniopomorskiego Uniwersytetu Technologicznego w Szczecinie[1]
- Odznaka Gryfa Pomorskiego[1]
- Medal Komisji Edukacji Narodowej[1]
- Medal za Zasługi dla Politechniki Szczecińskiej[1]
- Medal za Zasługi dla Politechniki Wrocławskiej[1]
- Krzyż Komandorski Orderu Odrodzenia Polski[1]
- Krzyż Oficerski Orderu Odrodzenia Polski[1]